# Piotr Siemionowski
Piotr Siemionowski, född den 6 juni 1988 i Mrągowo, Polen, är en polsk kanotist.
Han tog bland annat VM-guld i K-1 200 meter i samband med sprintvärldsmästerskapen i kanotsport 2011 i Szeged.